# 大洛馬
大洛馬（西班牙語：Loma Grande），是巴拉圭的城鎮，位於該國中部，由科迪勒拉省負責管轄，距離亞松森70公里，始建於1973年10月28日，面積84平方公里，2002年人口2,858，人口密度每平方公里33.62人。